# Кубок претендентов по волейболу среди женщин 2018
I розыгрыш Кубка претендентов по волейболу среди женских команд проходил с 20 по 24 июня 2018 года в Лиме с участием 6 национальных сборных. Победителем соревнования стала сборная Болгарии. Она получила право выступать в следующем сезоне в Лиге наций вместо сборной Аргентины, показавшей худший результат среди команд-претендентов в розыгрыше Лиги наций-2018.

## Участники
Кубок претендентов разыграли 6 команд. От Европы в соревновании выступали победитель и финалист Золотого дивизиона Евролиги-2018. Участники от Северной Америки, Азии и Южной Америки были определены по результатам континентальных отборочных турниров. Африканская конфедерация волейбола отборочного турнира не проводила.
| Конфедерация | Турнир                               | Даты             | Город                      | Команды          |
| ------------ | ------------------------------------ | ---------------- | -------------------------- | ---------------- |
| Организатор  |                                      |                  |                            | Перу             |
| CEV          | Евролига                             | 19 мая — 15 июня | Будапешт («Финал четырёх») | Болгария Венгрия |
| NORCECA      | Североамериканский отборочный турнир | 17—20 мая        | Эдмонтон                   | Пуэрто-Рико      |
| AVC          | Азиатский отборочный турнир          | 18—20 мая        | Алма-Ата                   | Австралия        |
| CSV          | Южноамериканский отборочный турнир   | 25—27 мая        | Лима                       | Колумбия         |

## Результаты отборочных турниров

### Североамериканский отборочный турнир
В турнире, проходившем в Эдмонтоне, приняли участие 5 команд. Отказалась от выступления первоначально заявленная сборная Коста-Рики. Победителем стала сборная Пуэрто-Рико.

#### Группа A
| Дата  |        | Счёт |                   | Сеты  | Сеты  | Сеты  | Сеты | Сеты | Отчёт |
| Дата  | 1      | Счёт | 2                 | 3     | 4     | 5     |      |      | Отчёт |
| ----- | ------ | ---- | ----------------- | ----- | ----- | ----- | ---- | ---- | ----- |
| 17.05 | Канада | 3:0  | Тринидад и Тобаго | 25:12 | 25:16 | 25:22 |      |      | P2    |

#### Группа B
|                | Матчи | Матчи | Очки | Мячи | Мячи | Мячи  | Сеты | Сеты | Сеты  |
| В              | П     | В     | Очки | П    | В:П  | В     | П    | В:П  |       |
| -------------- | ----- | ----- | ---- | ---- | ---- | ----- | ---- | ---- | ----- |
| 1. Пуэрто-Рико | 2     | 0     | 10   | 150  | 103  | 1,456 | 6    | 0    | max   |
| 2. Куба        | 1     | 1     | 5    | 137  | 107  | 1,280 | 3    | 3    | 1,000 |
| 3. Никарагуа   | 0     | 2     | 0    | 73   | 150  | 0,487 | 0    | 6    | 0,000 |

| Дата  |             | Счёт |             | Сеты  | Сеты  | Сеты  | Сеты | Сеты | Отчёт |
| Дата  | 1           | Счёт | 2           | 3     | 4     | 5     |      |      | Отчёт |
| ----- | ----------- | ---- | ----------- | ----- | ----- | ----- | ---- | ---- | ----- |
| 17.05 | Пуэрто-Рико | 3:0  | Никарагуа   | 25:15 | 25:15 | 25:11 |      |      | P2    |
| 18.05 | Никарагуа   | 0:3  | Куба        | 12:25 | 10:25 | 10:25 |      |      | P2    |
| 19.05 | Куба        | 0:3  | Пуэрто-Рико | 23:25 | 22:25 | 17:25 |      |      | P2    |

#### Матч за 3-е место
| Дата  |                   | Счёт |      | Сеты  | Сеты  | Сеты  | Сеты | Сеты | Отчёт |
| Дата  | 1                 | Счёт | 2    | 3     | 4     | 5     |      |      | Отчёт |
| ----- | ----------------- | ---- | ---- | ----- | ----- | ----- | ---- | ---- | ----- |
| 20.05 | Тринидад и Тобаго | 0:3  | Куба | 18:25 | 17:25 | 13:25 |      |      | P2    |

#### Финал
| Дата  |        | Счёт |             | Сеты  | Сеты  | Сеты  | Сеты  | Сеты | Отчёт |
| Дата  | 1      | Счёт | 2           | 3     | 4     | 5     |       |      | Отчёт |
| ----- | ------ | ---- | ----------- | ----- | ----- | ----- | ----- | ---- | ----- |
| 20.05 | Канада | 2:3  | Пуэрто-Рико | 25:22 | 17:25 | 19:25 | 27:25 | 8:15 | P2    |

### Азиатский отборочный турнир
В отборочном турнире в Алма-Ате участвовали 3 команды. Победителями стали хозяйки площадки, но 12 июня Федерация волейбола Республики Казахстан объявила, что женская национальная сборная не сможет выступить на Кубке претендентов из-за проблем с оформлением визы в Перу. Её заменит сборная Австралии.
|                     | Матчи | Матчи | Очки | Сеты | Сеты | Сеты  | Мячи | Мячи | Мячи  |
| В                   | П     | В     | Очки | П    | В:П  | В     | П    | В:П  |       |
| ------------------- | ----- | ----- | ---- | ---- | ---- | ----- | ---- | ---- | ----- |
| 1. Казахстан        | 2     | 0     | 6    | 6    | 1    | 6,000 | 174  | 117  | 1,487 |
| 2. Китайский Тайбэй | 1     | 1     | 3    | 4    | 3    | 1,333 | 150  | 157  | 0,955 |
| 3. Австралия        | 0     | 2     | 0    | 0    | 6    | 0,000 | 100  | 150  | 0,667 |

| Дата  |           | Счёт |                  | Сеты  | Сеты  | Сеты  | Сеты  | Сеты | Отчёт |
| Дата  | 1         | Счёт | 2                | 3     | 4     | 5     |       |      | Отчёт |
| ----- | --------- | ---- | ---------------- | ----- | ----- | ----- | ----- | ---- | ----- |
| 18.05 | Австралия | 0:3  | Китайский Тайбэй | 17:25 | 20:25 | 21:25 |       |      | P2    |
| 19.05 | Казахстан | 3:0  | Австралия        | 25:12 | 25:17 | 25:13 |       |      |       |
| 20.05 | Казахстан | 3:1  | Китайский Тайбэй | 24:26 | 25:18 | 25:17 | 25:14 |      | P2    |

### Южноамериканский отборочный турнир
В Лиме за право сыграть на Кубке претендентов соперничали 4 команды. Первоначально заявленную сборную Эквадора заменила команда Чили. По регламенту победитель турнира должен был провести стыковые матчи с представителем Африки, но из-за отказа CAVB проводить континентальный отборочный турнир, эти матчи не состоялись. Путёвки на Кубок претендентов получили сборная Перу (организатор турнира) и занявшая 2-е место сборная Колумбии.
|              | Матчи | Матчи | Очки | Сеты | Сеты | Сеты  | Мячи | Мячи | Мячи  |
| В            | П     | В     | Очки | П    | В:П  | В     | П    | В:П  |       |
| ------------ | ----- | ----- | ---- | ---- | ---- | ----- | ---- | ---- | ----- |
| 1. Перу      | 3     | 0     | 9    | 9    | 1    | 9,000 | 249  | 167  | 1,491 |
| 2. Колумбия  | 2     | 1     | 6    | 7    | 3    | 2,333 | 223  | 175  | 1,274 |
| 3. Чили      | 1     | 2     | 3    | 3    | 6    | 0,500 | 159  | 201  | 0,791 |
| 4. Венесуэла | 0     | 3     | 0    | 0    | 9    | 0,000 | 137  | 225  | 0,609 |

| Дата  |           | Счёт |           | Сеты  | Сеты  | Сеты  | Сеты  | Сеты | Отчёт |
| Дата  | 1         | Счёт | 2         | 3     | 4     | 5     |       |      | Отчёт |
| ----- | --------- | ---- | --------- | ----- | ----- | ----- | ----- | ---- | ----- |
| 25.05 | Колумбия  | 3:0  | Венесуэла | 25:10 | 25:12 | 25:17 |       |      |       |
| 25.05 | Перу      | 3:0  | Чили      | 25:15 | 25:19 | 25:13 |       |      |       |
| 26.05 | Чили      | 0:3  | Колумбия  | 12:25 | 10:25 | 15:25 |       |      |       |
| 26.05 | Перу      | 3:0  | Венесуэла | 25:16 | 25:12 | 25:19 |       |      |       |
| 27.05 | Венесуэла | 0:3  | Чили      | 16:25 | 21:25 | 14:25 |       |      |       |
| 27.05 | Перу      | 3:1  | Колумбия  | 24:26 | 25:13 | 25:12 | 25:22 |      |       |

## Основной турнир
Матчи прошли с 20 по 24 июня в Лиме. Сборные играли в один круг в двух группах из трёх команд, затем четвёрка сильнейших провела полуфинальные матчи и финалы за 1-е и 3-е места.

### Группа A
|             | Матчи | Матчи | Очки | Сеты | Сеты | Сеты  | Мячи | Мячи | Мячи  |
| В           | П     | В     | Очки | П    | В:П  | В     | П    | В:П  |       |
| ----------- | ----- | ----- | ---- | ---- | ---- | ----- | ---- | ---- | ----- |
| 1. Колумбия | 2     | 0     | 6    | 6    | 0    | max   | 151  | 87   | 1,736 |
| 2. Перу     | 1     | 1     | 3    | 3    | 3    | 1,000 | 126  | 127  | 0,992 |
| 3. Венгрия  | 0     | 2     | 0    | 0    | 6    | 0,000 | 90   | 153  | 0,588 |

| Дата  |          | Счёт |          | Сеты  | Сеты  | Сеты  | Сеты | Сеты | Отчёт |
| Дата  | 1        | Счёт | 2        | 3     | 4     | 5     |      |      | Отчёт |
| ----- | -------- | ---- | -------- | ----- | ----- | ----- | ---- | ---- | ----- |
| 20.06 | Перу     | 0:3  | Колумбия | 24:26 | 12:25 | 12:25 |      |      |       |
| 21.06 | Колумбия | 3:0  | Венгрия  | 25:13 | 25:19 | 25:7  |      |      |       |
| 22.06 | Перу     | 3:0  | Венгрия  | 25:14 | 25:11 | 28:26 |      |      |       |

### Группа B
|                | Матчи | Матчи | Очки | Сеты | Сеты | Сеты  | Мячи | Мячи | Мячи  |
| В              | П     | В     | Очки | П    | В:П  | В     | П    | В:П  |       |
| -------------- | ----- | ----- | ---- | ---- | ---- | ----- | ---- | ---- | ----- |
| 1. Болгария    | 2     | 0     | 6    | 6    | 0    | max   | 150  | 92   | 1,630 |
| 2. Пуэрто-Рико | 1     | 1     | 3    | 3    | 3    | 1,000 | 125  | 119  | 1,050 |
| 3. Австралия   | 0     | 2     | 0    | 0    | 6    | 0,000 | 86   | 150  | 0,573 |

| Дата  |             | Счёт |           | Сеты  | Сеты  | Сеты  | Сеты | Сеты | Отчёт |
| Дата  | 1           | Счёт | 2         | 3     | 4     | 5     |      |      | Отчёт |
| ----- | ----------- | ---- | --------- | ----- | ----- | ----- | ---- | ---- | ----- |
| 20.06 | Болгария    | 3:0  | Австралия | 25:11 | 25:16 | 25:15 |      |      | P2    |
| 21.06 | Пуэрто-Рико | 3:0  | Австралия | 25:10 | 25:19 | 25:15 |      |      |       |
| 22.06 | Пуэрто-Рико | 0:3  | Болгария  | 18:25 | 18:25 | 14:25 |      |      |       |

### Полуфиналы
| Дата  |          | Счёт |             | Сеты  | Сеты  | Сеты  | Сеты  | Сеты | Отчёт |
| Дата  | 1        | Счёт | 2           | 3     | 4     | 5     |       |      | Отчёт |
| ----- | -------- | ---- | ----------- | ----- | ----- | ----- | ----- | ---- | ----- |
| 23.06 | Колумбия | 3:1  | Пуэрто-Рико | 23:25 | 27:25 | 25:10 | 25:18 |      |       |
| 23.06 | Болгария | 3:0  | Перу        | 25:21 | 25:22 | 25:18 |       |      |       |

### Матч за 3-е место
| Дата  |             | Счёт |      | Сеты  | Сеты  | Сеты  | Сеты  | Сеты  | Отчёт |
| Дата  | 1           | Счёт | 2    | 3     | 4     | 5     |       |       | Отчёт |
| ----- | ----------- | ---- | ---- | ----- | ----- | ----- | ----- | ----- | ----- |
| 24.06 | Пуэрто-Рико | 3:2  | Перу | 22:25 | 25:15 | 21:25 | 25:17 | 16:14 |       |

### Финал
| Дата  |          | Счёт |          | Сеты  | Сеты  | Сеты  | Сеты  | Сеты | Отчёт |
| Дата  | 1        | Счёт | 2        | 3     | 4     | 5     |       |      | Отчёт |
| ----- | -------- | ---- | -------- | ----- | ----- | ----- | ----- | ---- | ----- |
| 24.06 | Колумбия | 1:3  | Болгария | 25:22 | 19:25 | 20:25 | 23:25 |      |       |

## Призёры
| Золото | Серебро | Бронза |
| БолгарияПетя Баракова Веселина Григорова Гергана Димитрова Нася Димитрова Мария Каракашева Лора Китипова Моника Крастева Александра Миланова Кристиана Петрова Христина Русева Борислава Сайкова Жана Тодорова Мира Тодорова Сильвана Чаушева Тренер — Иван Петков | КолумбияАнхье Веласкес Камила Гомес Валерин Карабали Аманда Конео Мария Алехандра Марин Мария Маргарита Мартинес Дарлевис Москера Ана Карина Олая Вероника Пасос Жизель Перес Мелисса Ранхель Даяна Сеговия Ейси Сото Хулиана Торо Тренер — Антонио Ризола Нето | Пуэрто-РикоНаталия Валентин Пилар Мари Виктория София Виктория Дженнифер Кесада Хенесис Кольясо Дженнифер Ногерас Дальянлис Росадо Дали Сантана Ширли Феррер Ана София Хусино Альба Эрнандес Легна Эрнандес Тренер — Абдель Отеро |